# Aphrosylus piscator
Aphrosylus piscator är en tvåvingeart som beskrevs av Robert W. Lichtwardt 1902. Aphrosylus piscator ingår i släktet Aphrosylus och familjen styltflugor. Inga underarter finns listade i Catalogue of Life.